# Jelum
Jelum (Jhelum) é uma cidade do Paquistão localizada na província de Panjabe.